# Bombykol
Il bombykol è un feromone prodotto dalla femmina allo stato adulto del baco da seta (Bombyx mori, da cui il nome) allo scopo di attirare i maschi. Scoperto da Adolf Butenandt nel 1959, è stato il primo feromone ad essere caratterizzato dal punto di vista chimico.
Possono essere impiegate piccolissime quantità di questa sostanza per ettaro di terreno per confondere gli insetti maschi sulla localizzazione delle femmine, potendo perciò servire da esca per catturare e rimuovere in maniera efficace gli insetti senza cospargere le coltivazioni con grandi quantità di prodotti chimici.